# 科技三项费用
科技三项费用系指新产品试制、中间试验和重大科学研究项目的补助经费。主要用于科技发展计划项目所需经费的补助，少量拨给市（地）科委和省直有关厅局，作为科技开发经费（简称“切块”经费）。